# 5e cérémonie des Empire Awards
La 5e cérémonie des Empire Awards a été organisée en 2000 par le magazine britannique Empire, et a récompensé les films sortis en 1999.
Les récompenses sont votées par les lecteurs du magazine.

## Palmarès

### Meilleur film
- Matrix

### Meilleur film britannique
- Coup de foudre à Notting Hill (Notting Hill)

### Meilleur acteur
- Hugh Grant pour le rôle de William Thacker dans Coup de foudre à Notting Hill (Notting Hill)

### Meilleur acteur britannique
- Pierce Brosnan pour le rôle de James Bond dans Le monde ne suffit pas (The World Is Not Enough)

### Meilleure actrice
- Gwyneth Paltrow pour le rôle de Viola De Lesseps dans Shakespeare in Love

### Meilleure actrice britannique
- Helena Bonham Carter pour le rôle de Marla Singer dans Fight Club

### Meilleur réalisateur
- M. Night Shyamalan pour Sixième Sens (The Sixth Sense)

### Meilleur réalisateur britannique
- Roger Michell pour Coup de foudre à Notting Hill (Notting Hill)

### Meilleur début
- Damien O'Donnell pour Fish and Chips
- Carrie-Anne Moss pour le rôle de Trinity dans Matrix

### Lifetime Achievement Award
- Michael Caine

### Inspiration Award
- Kenneth Branagh

### Movie Masterpiece Award
- Oliver Stone pour JFK

### Special Award
- Industrial Light & Magic (ILM) pour sa contribution au cinéma